# 2009 في الإمارات العربية المتحدة
فيما يلي قوائم الأحداث التي وقعت خلال عام 2009 في الإمارات العربية المتحدة.

## أحداث
- 21 أكتوبر – رحلة عزة ترانسبورت 2241

## أفلام
من الأفلام التي صدرت هذه السنة في الإمارات العربية المتحدة:
- 1 يناير – دار الحي من إخراج علي فيصل مصطفى.

## وفيات

### يناير
- 2 يناير – راشد بن أحمد المعلا (مواليد 1930) نكم.

### نوفمبر
- 18 نوفمبر – سالم سعد (مواليد 1978) لاعب كرة قدم إماراتي.